# 줄사슴벌레
줄사슴벌레는 사슴벌레과에 속하는 곤충이다. 일본, 타이완, 중국 등지에 분포한다. 한때는 한국에도 분포했었다.(꼬마넓적사슴벌레를 오동정한 것이 아니냐는 말도 있다)

## 갤러리

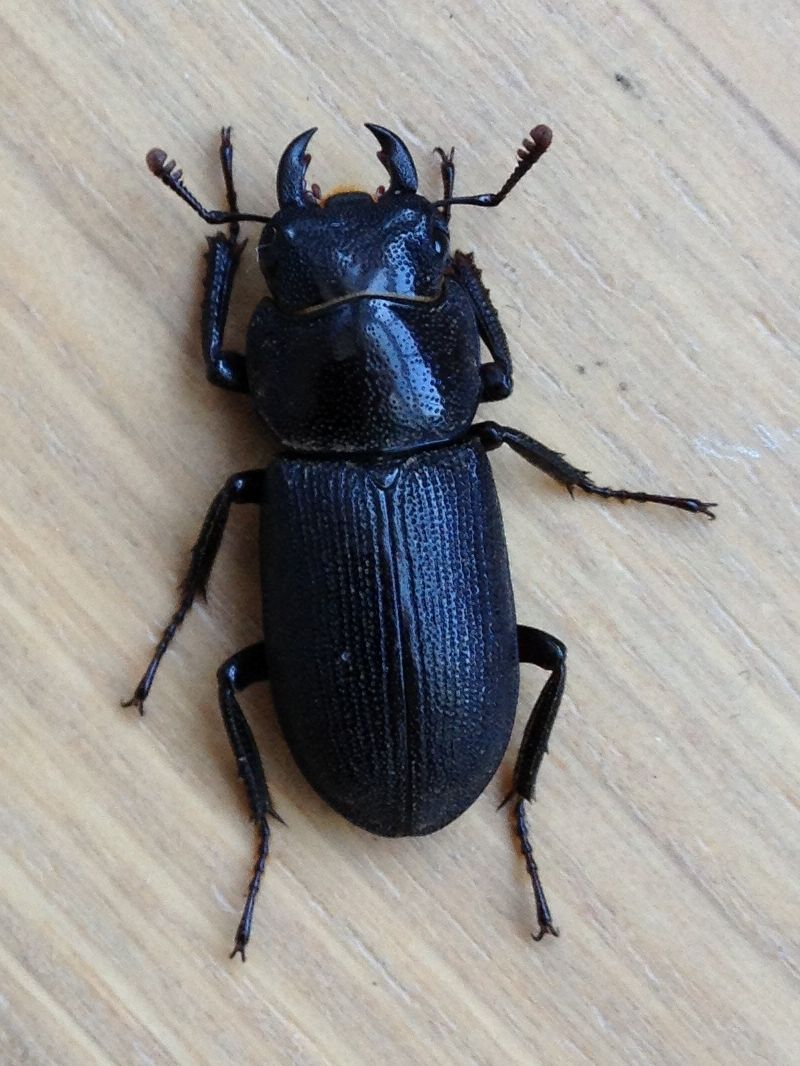
줄사슴벌레 소형 암컷

## 같이 보기
- 사슴벌레